# Dariganga
El Dariganga (Дарьганга en mongol, rus Дариганга) són una població de Mongòlia, viu principalment a l'àrea d'Altan Ovoo (en mongol овоо Алтан), també anomenat Ovoo Donar, i Ganga Lake, en la suma de la província de Darganga Sühbaatar. A la zona hi ha un petit poble amb el mateix nom, un parc del mateix nom, així com el massís volcànic Dariganga.